# Henry Francis Downing
Henry Francis Downing (1846 - 19 de fevereiro de 1928) foi um marinheiro, político, dramaturgo e romancista afro-americano. Seu primo era Hilary RW Johnson, o primeiro presidente africano da Libéria (1884 a 1892).

## Biografia
Henry Francis Downing nasceu na cidade de Nova York e recebeu o nome de seu pai, Henry. Seu avô paterno foi o famoso fornecedor e vendedor de ostras Thomas Downing. Entre os tios de Downing estava o notável fornecedor e abolicionista George T. Downing, que dirigia negócios de sucesso em Nova York, Newport, Rhode Island e Washington, DC.
Em 1864, Downing ingressou na Marinha dos Estados Unidos no Brooklyn Navy Yard. De acordo com BlackPast.org, "os registros da Marinha o listaram como desertor em 1865, embora mais tarde tenha sido revelado que ele deixou o navio para comparecer ao funeral de seu padrasto, e sua mãe obteve alta para que ele pudesse ajudá-la". Após a Guerra Civil dos EUA, Downing iniciou uma viagem ao redor do mundo, e chegou à colônia americana da Libéria, onde viveu por três anos. Em seu retorno aos Estados Unidos em 1872, ele se alistou novamente na marinha, servindo até 1875.
Em 1887, Grover Cleveland nomeou Downing como cônsul em Luanda, Angola, mas renunciou em 1888. No final de 1890, ele levou os afro-americanos da cidade de Nova York a licitar o Conde de Paris. No início de 1891, o juiz William H. Amoux, presidente do Comitê do 200º Congresso Pan-Republicano, nomeou Downing, junto com outros homens proeminentes, para o Comitê de Plano e Escopo.
No mês seguinte, Downing se tornou um dos primeiros afro-americanos a jantar com os democratas reformistas. Em junho de 1892, Downing, um democrata vitalício, juntou-se a outros afro-americanos na sede democrata. Eles acreditavam que deveriam procurar alianças alternativas ao Partido Republicano. Enquanto isso, ele processou Sils and Son, proprietários de um restaurante no Brooklyn, por US$ 10.000 devido à propagação do cólera . A essa altura, Downing havia se tornado o editor do Brooklyn Messenger.  Em 4 de novembro de 1892, o editor do jornal juntou-se a C. Holliday de Topeka e George PH McVay do Harlem, editor da Uptown Press, na College Street Chapel para uma discussão.
Em 1895, Downing viajou com sua esposa para Londres. Eles escolheram ficar e viveram lá por 22 anos. Ele participou da Primeira Conferência Pan-Africana lá em 1900.
Enquanto estava em Londres, Downing concentrou-se na escrita criativa, publicando várias peças e um romance, The American Cavalryman: A Liberian Romance (1917). Downing foi inspirado na vida do ator americano Ira Frederick Aldridge, que desenvolveu uma carreira interpretando Shakespeare em Londres e na Europa.  Downing foi "provavelmente a primeira pessoa de ascendência africana a ter uma peça escrita e publicada na Grã-Bretanha".
Retornando aos Estados Unidos em 1917, Downing morou na cidade de Nova York durante seus últimos anos. Ele morreu em 19 de fevereiro de 1928, no Harlem Hospital.

## Legado
O cineasta negro Oscar Micheaux baseou dois filmes na obra literária de Downing. Thirty Years Later (1928), de Micheaux, é baseado em uma história/novela de Downing, e o filme A Daughter of the Congo (1930) é baseado em The American Cavalryman, de Downing.